# ناصر ذوالفقاری
ناصر خان ذوالفقاری (زاده ۱۲۹۲ - درگذشت ۳ فروردین ۱۳۹۰، پاریس) از فئودال های بزرگ زنجان، دولتمرد و نماینده مجلس شورای ملی در دوره پهلوی بود.
پدرش اسعدالدوله از فئودال های بزرگ زنجان بود. در دانشکده حقوق دانشگاه تهران تحصیل کرد و به استخدام دولت درآمد. در سال ۱۳۲۲ به وزارت امور خارجه انتقال یافت  و در سال ۱۳۲۶ همراه با برادر بزرگش محمد خان امیر اسعد به نمایندگی زنجان به مجلس شورای ملی رفت. مخالفت او با اعتبارنامه دکتر حسن ارسنجانی در همین دوره از مجلس باعث رد اعتبارنامه ارسنجانی شد.
ذوالفقاری در آخرین روزهای همین دوره از مجلس که اصلاح قانون انتخابات در دستور کار مجلس بود، پیشنهاد داد که شرط نمایندگی مجلس، داشتن حداقل دیپلم متوسطه باشد اما پیشنهاد او رأی نیاورد.
ناصر ذوالفقاری در دوره‌های شانزدهم و هفدهم نیز نمایندگی زنجان را در مجلس به عهده داشت. در دوره هفدهم جزء فراکسیون جبهه ملی و از حامیان دکتر مصدق نخست‌وزیر شد. به همین علت پس از کودتای ۲۸ مرداد ۱۳۳۲ نتوانست به مجلس راه یابد و شغل دولتی هم به او داده نشد و در وزارت امورخارجه شغل مشاور داشت تا اینکه حسین علاء در سال ۱۳۳۴ نخست‌وزیر شد و او را معاون پارلمانی خود کرد.
ذوالفقاری در کابینه دکتر منوچهر اقبال هم معاونت او را عهده‌دار بود. سپس شهردار تهران و در سال ۱۳۴۰ در کابینه دکتر علی امینی وزیر مشاور و سرپرست اداره کل انتشارات و تبلیغات شد که مسئولیت رسانه‌های کشور را در دست داشت. پس از آن عنوانش در وزارت خارجه سفیر بدون سفارتخانه بود تا سرانجام بازنشسته شد. 
ناصر ذوالفقاری داماد منصورالسلطنه عدل دولتمرد و دیپلمات برجسته دوران قاجار و پهلوی بود.